# Марко Сомборац
Марко Сомборац (Смедерево, 5. јул 1976) српски је аутор стрипова, графички дизајнер и илустратор. Један је од најпопуларнијих аутора стрипа и политичких коментатора у Србији, захваљујући дневном политичком стрипу „Блиц стрип“.

## Школовање и рана каријера
Завршио је Средњу дизајнерску школу и Вишу ликовну у Београду. Средином 1990-их био је члан београдске мултимедијалне групе „Момци“.
У периоду 1993-2005. радио је као ликовни уметник и сценариста на стриповима, илустрацијама, видео-играма, анимираним филмовима, телевизији као и за рекламне кампање угледних клијената.
Био је сценариста стрипа „Каубој Џо“ са цртачем Николом Витковићем, објављиваног у магазину Трон (Београд, 1993-1994), као и самосталног дневног стрипа „Стокићи“ у Вечерњим новостима (2004).

## Феномен „Блиц стрипа“
Сомборчев дневни стрип у листу „Блиц“ почиње да излази 5. децембра 2005. Тренутно је најпопуларнији домаћи стрип у Србији и представља неку врсту друштвеног феномена.
Овој популарности је сигурно допринело и то што је редакција стрипу дала ударно место (трећу страну), али пре свега начин на који је Сомборац у маниру америчког стрипа представио српске и светске политичаре и другу елиту. У Сомборчевој интерпретацији, новом стрипском препознатљивошћу нарочито се издвајају Борис Тадић, Војислав Шешељ, Војислав Коштуница, Млађан Динкић, Томислав Николић, Александар Вучић, Чедомир Јовановић, Велимир Илић, Јован Кркобабић, Драган Шутановац, Ивица Дачић, Мирко Цветковић, Расим Љајић, Ненад Чанак, Сулејман Спахо, Вјерица Радета, Драган Марковић Палма, Вук Јеремић, Мирослав Мишковић, Милан Беко...
„Блиц стрип“ је постигао више друштвених преседана: награда за новинарство града Београда, уврштавање аутора у најмоћније људе у медијима у Србији, групе обожавалаца на Фејсбуку и форумима.

## Награде и признања
- Трећа награда за стрип нишког Студентског културног центра и омладинског листа „Пресинг“, 1992. (за стрип „Каубој Џо“)
- Награда за новинарство града Београда за 2009. (за „Блиц стрип“)
- Једини аутор стрипова на списку „50 најмоћнијих у медијима“
- Награда „Миодраг Величковић - Мивел“ за сатирични стрип, Балканска смотра младих стрип-аутора, Лесковац, 2010. (за „Блиц стрип“)
- Годишња награда Удружења новинара Србије за карикатуру, Београд, 2010. (за „Блиц стрип“)
- Награда „Десимир Тошић“ за публицистику, „Службени гласник“, Београд, 2012. (за „Блиц стрип“)
- Награда „Душан Богавац“ за етику и храброст, годину, НУНС, Београд, 2012.[1][2] (за „Блиц стрип“)